# The Severed Hand
The Severed Hand er en amerikansk stumfilm fra 1914 af Wilfred Lucas.

## Medvirkende
- Cleo Madison som Nan Dawson.
- George Larkin som Dick Ralston.
- Edwin Alexander som Danny Dawson.
- Edward Sloman.
- Frank Lanning.